# Ци (5 династий)
Царство Ци (кит. упр. 岐, пиньинь Qí) (901—924) было одним из недолговечных режимов в Северном Китае периода Пяти династий. Государство занимало небольшую территорию между реками Хуанхэ и Вэйхэ (примерно юг нынешней провинции Ганьсу). Единственным его правителем был Ли Маочжэнь, впоследствии подчинившийся династии Поздняя Тан.